# Koninklijke Reet Sportkring
De Koninklijke Reet Sportkring (Reet SK) is een  Belgische voetbalclub uit Rumstse deelgemeente Reet.
In het seizoen 2012/2013 vierde de club de promotie van de 4e provinciale naar de 3e Provinciale door kampioen te worden.

## Geschiedenis
De club werd opgericht in 1945 maar sloot zich enkel in 1946 aan bij de KBVB. Het verkreeg stamnummer 4423 en opteerde voor geel en rood als clubkleuren naar de kleuren van het Reetse wapenschild. Dit vroegere wapenschild is ook verwerkt in het clublogo.

## Terreinen
Reet SK speelt zijn thuiswedstrijden op de terreinen gelegen in de Processieweg te Reet (Rumst). Hij beschikt over 3 voetbalvelden waarvan er twee worden gebruikt voor wedstrijden en één enkel voor training. Twee velden kunnen worden verlicht voor nachtelijke training en/of wedstrijd. Moderne kleedkamers en cafetaria bevinden zich in hetzelfde gebouw.

## Rivaliteit
De gemeente Rumst huist twee voetbalclubs aangesloten bij de KBVB. Reeds verschillende keren werden Rumstse SK en Reet SK in dezelfde reeks ingedeeld zodat er kon gestreden worden voor de officieuze titel van "Ploeg van het dorp" wat uiteraard zorgt voor een gezonde rivaliteit tussen beide ploegen en hun supporters. In het seizoen 2012/13, kon Reet SK op de laatste speeldag via 'den derby tegen Rumst' zekerheid verschaffen over de titel. Na een wedstrijd zonder doelpunten werd dit doel bereikt.